# Maiszúri Királyság

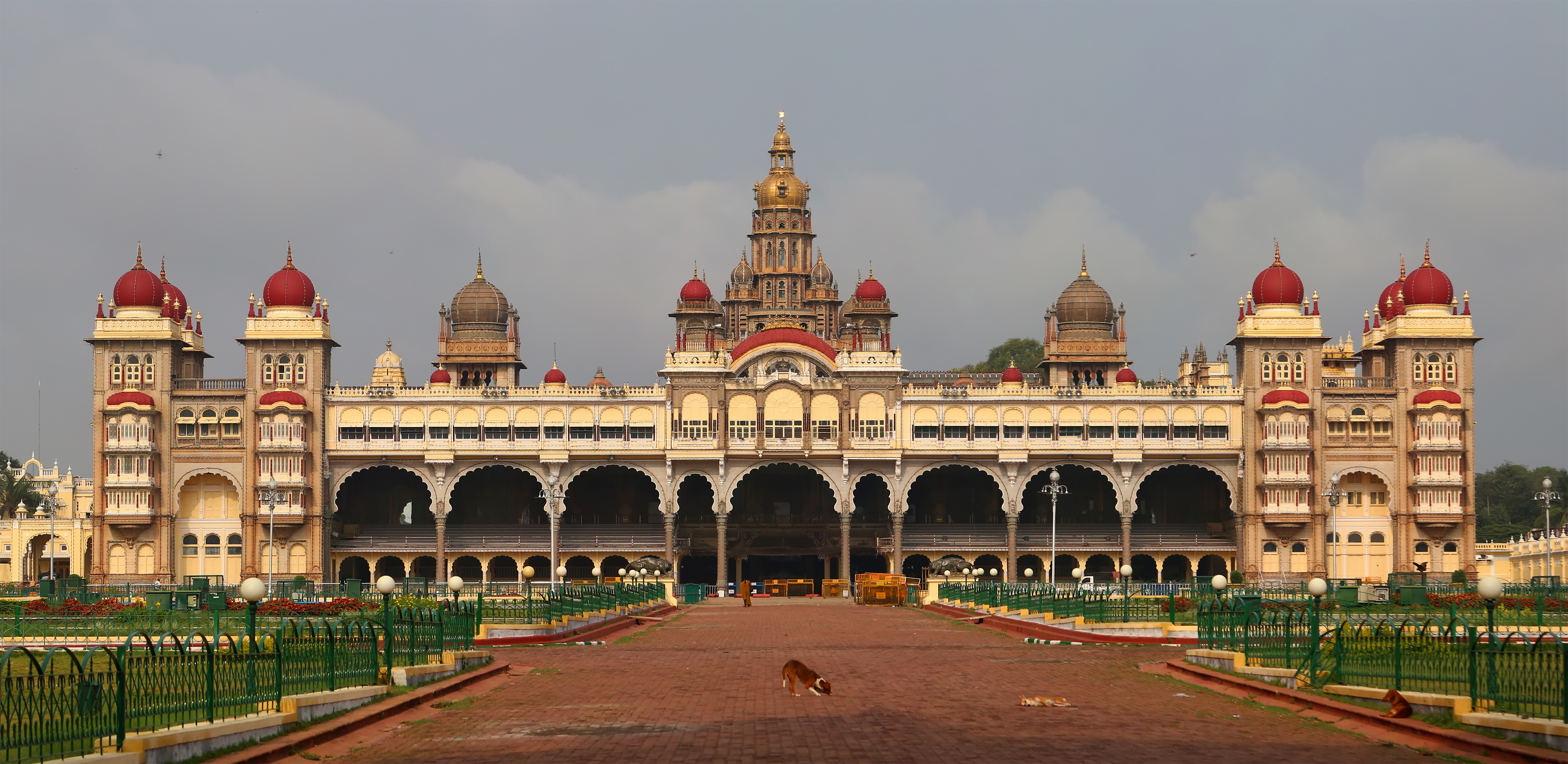
Az 1897 és 1912 között épült maiszúri palota

A Maiszúri Királyság (angolul Kingdom of Mysore) dél-indiai monarchia volt, amelyet a Vodejar (angol átírás szerint Wodeyar) dinasztia alapított a 14. század végén és uralt egészen India függetlenné válásáig, 1947-ig, amikor a területe India részévé vált. A királyság Maiszúr városról (angol Mysore) kapta a nevét, amely a központja volt. A királyságot egy testvérpár, Vidzsaja és Krisna Vodejar alapították, akik közül az előbbi a maharadzsai (királyi) tisztségben a Jaduraja nevet vette fel. Ő és utódai a 16. század második feléig a Vidzsajanagara Birodalom hűbéresei, vazallusai voltak. A birodalom többi vazallusállamához hasonlóan azonban Maiszúr is szeretett volna független lenni. Végül a 17. század elején II. Radzsa Vodejar és utódja Kantheerava uralkodása alatt a királyság végleg elnyerte függetlenségét és kiterjesztette területét a mai Karnátaka déli felére, valamint a környező államok egy részére.

## Maiszúr maharadzsái
A Vodejarok (1399-1950)
1. Jaduraja (1399-1423)
2. I. Hirija Bettada Csamaraja Vodejar (1423-1459)
3. I. Thimmaradzsa Vodejar (1459-1478)
4. II. Hirija Csamaradzsa Vodejar (1478-1513)
5. III. Hirija Bettada Csamaradzsa Vodejar (1513-1553)
6. II. Thimmaradzsa Vodejar (1553-1572)
7. IV. Bola Csamaradzsa Vodejar (1572-1576)
8. Bettada Devaradzsa Vodejar (1576-1578)
9. I. Radzsa Vodejar (1578-1617)
10. V. Csamaradzsa Vodejar (1617-1637).
11. II. Radzsa Vodejar (1637-1638)
12. I. (Ranadhira) Kantheerava Naraszaradzsa Vodejar (1638-1659)
13. Dodda Devaradzsa Vodejar (1659-1673)
14. Csikka Devaradzsa Vodejar (1673- 1704)
15. II. Kantheerava Naraszaradzsa Vodejar (1704-1714)
16. Dodda Krisnaradzsa Vodejar (1714-1732)
17. VI. Csamaradzsa Vodejar (1732-1734)
18. II. (Immadi) Krisnaradzsa Vodejar (1734-1766)
19. Nanadzsaradzsa Vodejar (1766-1770)
20. VII. Bettada Csamaradzsa Vodejar (1770-1776)
21. VIII. Khasza Csamaradzsa Vodejar (1766-1796)
22. Köztes időszak, a következő uralkodókkal:
  1. Hajder Ali
  2. Tipu szultán
23. III. (Mummudi) Krisnaradzsa Vodejar (1799-1868)
24. IX. Csamaradzsa Vodejar (1868-1894)
25. IV. (Nalvadi) Krisnaradzsa Vodejar (1894-1940) Anyja H.H. Maharani Kempa Nandzsammani Vani Vilasza Szannidhana kormányzása alatt 1894 és 1902 között.
26. Dzsajacsamaradzsa Vodejar (1940-1950).